# Calde ibne Maomé ibne Bartal
Calde ibne Maomé ibne Bartal (Khald ibn Muhammad ibn Bartal) foi um oficial militar muçulmano do século X no Califado de Córdova do Alandalus. Era filho de Maomé ibne Iáia ibne Zacaria ibne Bartal e sobrinho do hájibe Almançor. Em 980, após o envenenamento do almirante Abderramão ibne Maomé ibne Rumais, Calde foi nomeado por seu tio como o novo almirante cordovês.  Além disso, foi feito governador de Ceuta, no Magrebe Ocidental.